# Душан Почек
Душан Почек (Београд, 16. мај 1932 — Београд, 18. март 2014) био је српски и југословенски глумац. Најпознатији је по улогама Јездимира Ускоковића у серији Бољи живот и Илије Пандуровића у серији Срећни људи.

## Биографија
Рођен 16. маја 1932. године у Београду. Широј публици први пут се представио 1960. у малој улози у филму Војислава Нановића Боље је умети, у којем су главне улоге играли Павле Вуисић и Милена Дравић.
Улоге по којој га публика најбоље памти јесу улоге пензионера и болесника Јездимира Ускоковића у серији Бољи живот и Илије Пандуровића у серији Срећни људи.
Играо је у бројним серијама и филмовима као што су Пут око света, Боксери иду у рај, Љубав на сеоски начин, Салаш у малом риту, Више од игре, Врућ ветар, Камионџије...
Последње телевизијске улоге остварио је у серијама Шешир професора Косте Вујића и Монтевидео, Бог те видео.
Почек је првобитно студирао медицину и пред сами крај тих студија уписује Академију за позоришну уметност у Београду. Одмах по завршетку Академије дошао је у Београдско драмско позориште, чији је члан био до пензионисања. На сцени Београдског драмског одиграо је читав низ улога од којих је најпознатија улога Јовице Јежа у „Николетини Бурсаћу”, представи која је играна преко 400 пута.
Преминуо је 18. марта 2014. у Београду.

## Улоге
| Год.       | Назив                                   | Улога                                |
| ---------- | --------------------------------------- | ------------------------------------ |
| 1960.-те   |                                         |                                      |
| 1960.      | Боље је умети                           |                                      |
| 1963.      | Јазавац пред судом                      |                                      |
| 1964.      | Пут око света                           | Цио-Ци                               |
| 1967.      | Боксери иду у рај                       | Доктор                               |
| 1968.      | Пусти снови                             | Љубин колега                         |
| 1968.      | Горски цар                              |                                      |
| 1970.-те   |                                         |                                      |
| 1970.      | Ђидо                                    | сељак                                |
| 1970.      | Хајдучија                               | Сурдиловић                           |
| 1970.      | Седам писара                            |                                      |
| 1970.      | Љубав на сеоски начин                   | пословођа                            |
| 1971.      | Нирнбершки епилог                       | Бранилац                             |
| 1971.      | Дон Кихот и Санчо Панса                 | свештеник                            |
| 1971.      | Дипломци                                | асистент                             |
| 1972.      | Паљење Рајхстага                        |                                      |
| 1972.      | Розенбергови не смеју да умру           | Дејвид Гринглас                      |
| 1972.      | Мајстори                                | ћале                                 |
| 1973.      | Од данас до сутра                       |                                      |
| 1973.      | Павиљон број шест                       | Службеник                            |
| 1973.      | Камионџије                              | наставник у вечерњој школи           |
| 1973.      | Паја и Јаре                             | наставник у вечерњој школи           |
| 1974.      | Позориште у кући 2                      | Стева                                |
| 1974.      | Димитрије Туцовић (ТВ серија)           |                                      |
| 1975.      | Синови                                  | Илија                                |
| 1975.      | Црни петак                              | службеник општине                    |
| 1975.      | Салаш у Малом Риту (ТВ серија)          | сељак                                |
| 1975.      | Позориште у кући 3                      | купац бунде                          |
| 1976.      | Бабино унуче                            | директор школе                       |
| 1976.      | Салаш у Малом Риту (филм)               | сељак                                |
| 1976.      | Спиритисти                              | лекар                                |
| 1977.      | Анчика Думас                            | иследник                             |
| 1977.      | 67. састанак Скупштине Кнежевине Србије | Радовановић                          |
| 1977.      | Више од игре                            | берберин Јовица                      |
| 1978.      | Сироче                                  |                                      |
| 1979.      | Јоаким                                  |                                      |
| 1980.-те   |                                         |                                      |
| 1980.      | Авантуре Боривоја Шурдиловића           | директор самопослуге                 |
| 1980.      | Врућ ветар                              | директор самопослуге                 |
| 1981.      | У агонији                               |                                      |
| 1984.      | Камионџије 2                            | наставник                            |
| 1987.      | И то се зове срећа                      | Стева                                |
| 1987.      | Бољи живот                              | Јездимир Ускоковић                   |
| 1987.      | Тесна кожа 2                            | службеник                            |
| 1989.      | Другарица министарка                    |                                      |
| 1990.-те   |                                         |                                      |
| 1990—1991. | Бољи живот 2                            | Јездимир Ускоковић/Тугомир Ускоковић |
| 1991.      | Тесна кожа 4                            | Први службеник                       |
| 1992.      | Секула невино оптужен                   | болесник                             |
| 1994.      | Срећни људи                             | Илија Пандуровић                     |
| 1995.      | Крај династије Обреновић                | патолог                              |
| 1995—1996. | Срећни људи 2                           | Илија Пандуровић                     |
| 2001.      | Харолд и Мод                            |                                      |
| 2000.-те   |                                         |                                      |
| 1998—2001. | Породично благо                         | Зечевић                              |
| 2001—2002. | Породично благо 2                       | Зечевић                              |
| 2002.      | 1 на 1                                  | Пензионер                            |
| 2003.      | Сироти мали хрчки 2010                  | Први секретар                        |
| 2004.      | Стижу долари                            | Берберин                             |
| 2005.      | Љубав, навика, паника                   | Хаџи-Катић                           |
| 2005.      | Леле, бато                              | Професор Малобабић                   |
| 2006.      | Стижу долари 2                          | Пацијент у болници                   |
| 2010.-те   |                                         |                                      |
| 2012.      | Монтевидео, Бог те видео! (ТВ серија)   | Залагаоничар                         |
| 2014.      | Шешир професора Косте Вујића            | Јосип Каљевић                        |